# Félix Granet

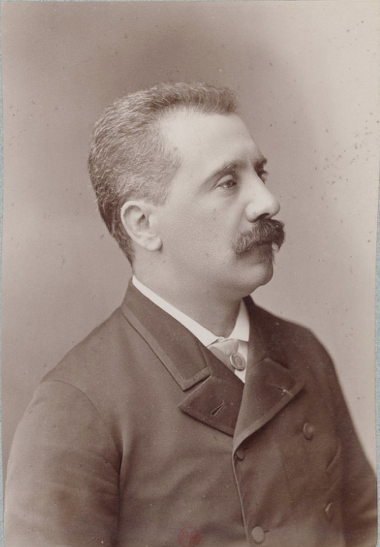
Félix Granet

Félix Armand Etienne Granet (* 29. Juli 1849 in Marseille; † 12. März 1936 in Saint-Raphaël) war ein französischer Politiker der Dritten Republik.

## Leben
Félix Granet wurde 1849 in einer bürgerlichen Familie in Marseille geboren. Er war verwandt mit François Omer Granet, einem Politiker aus dieser Stadt. Er besuchte das Lycée de Marseille, das heutige Lycée Thiers. Er war ein brillanter Schüler und gewann erste und zweite Preise in lateinischer Sprache und einen Trostpreis in Geschichte im Wettbewerb der Akademie von Aix-Marseille. 1865 erhielt er den ersten Preis im Concours général in Latein.
Er begann seine Karriere mit der Gründung der Dritten Republik am 4. September 1870 als Sekretär des Départementsausschusses des Départements Bouches-du-Rhône. 1876 wurde er Generalsekretär der Präfektur von Lozère und danach in der Präfektur von Hérault. Am 16. Mai wurde er aufgrund seiner republikanischen Ansichten abberufen und nach dem republikanischen Sieg der 363 mit einer Beförderung zurückberufen. Am 18. Dezember 1877 wurde er zum Präfekten von Lozère und am 3. September 1879 zum Präfekten von Vienne ernannt. Am 15. Juni 1880 wurde er Direktor für Personal im von Ernest Constans geführten Innenministerium.
1881 trat er bei den Parlamentswahlen im Département Bouches-du-Rhône an und verzichtete auf den zweiten Wahlgang zugunsten von Georges Clemenceau. Nachdem dieser den Sitz von Paris angenommen hatte, siegte Granet bei der Nachwahl.
Er gehörte der Extrême gauche an, stimmte aber nicht immer ihr. Er folgte im Allgemeinen den Vorgaben von Clemenceau. Granet veröffentlichte in der Zeitung La Nouvelle Presse Artikel, die zu dieser Zeit viel Beachtung fanden. Er ergriff Partei gegen die Républicains modérés und trug im Januar 1882 zum Sturz des Ministeriums Gambetta bei.
Er wurde 1885 und 1889 wiedergewählt und gehörte nun der Fraktion der Gauche radicale an. Von Januar 1886 bis Mai 1887 war er in zwei Kabinetten Minister für Post und Telegrafie. Er wurde in einen Skandal verwickelt, da einige Personalmaßnahmen seines Ministeriums, insbesondere die unerklärliche Bevorzugung von 37 „Attachés“ außerhalb der normalen Beförderungsregeln, ihn in Verruf brachten.
Félix Granet wurde zum Offizier der Ehrenlegion ernannt.

## Philatelie

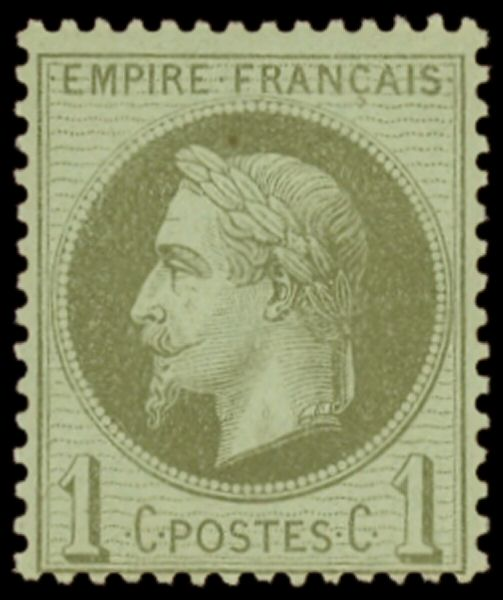
1c empire lauré

Eine Briefmarkenserie, mit der die offiziellen Sammlungen wieder aufgefüllt werden sollten, ist nach ihm benannt. Dieser Granet-Nachdruck von 1887 enthält:
- den 1c empire lauré olivgrün auf bläulich (Yvert Nr. 25f),
- die 10c und 20c der Belagerung von Paris (Yvert 36f und 37h),
- die 20c Céres von 1871 blau (Yvert Nr. 60f),
- 27 Briefmarken des Typs Paix et Commerce (Sage), alle Typ II, darunter die blaue 20c (Yvert Nr. 73), die nicht ausgegeben wurde.

Alle diese Briefmarken sind ungezähnt und haben die Besonderheit, dass sie unter Wood-Licht (Schwarzlicht) eine gelbe Farbe annehmen.